# Ceftarolina
La ceftarolina fosamil è una cefalosporina di quinta generazione attiva nei confronti dello stafilococco aureo resistente alla meticillina, con indicazione nel trattamento delle infezioni complicate dei tessuti molli.
Il suo nome commerciale è Zinforo.

## Farmacodinamica
L'efficacia del farmaco è data dalla inibizione della parete cellulare batterica. Il farmaco studiato contro le infezioni da stafilococco multiresistenti ha anche però un ampio spettro d'azione che comprende streptococchi, pneumococchi, enterococchi e praticamente ogni enterobacteriacea; non è inibito da penicillasi e altre betalattamasi. A differenza del ceftobiprolo la sua attività su Pseudomonas aeruginosa, Providencia, Enterobacter cloacae e Proteus vulgaris non è apprezzabile.

## Farmacocinetica
La ceftarolina ha un basso legame plasmatico (1-19%). Il farmaco è eliminato per via renale e ha un'emivita di 2,6 ore. Il farmaco ha ottime concentrazioni nei polmoni. Si somministra unicamente per via parenterale.